# Louis Antoine Victor Malouet
Pour les articles homonymes, voir Malouet.
Louis Antoine Victor Malouet (20 mars 1780 à Paris - 13 octobre 1842 à Paris, paroisse Saint-Sulpice) est un homme politique français et haut fonctionnaire du XIXe siècle.

## Biographie
Il est le fils de Pierre-Victor Malouet, riche planteur esclavagiste de Saint-Domingue et député à l'Assemblée constituante de 1789, qui mourut étant ministre de la Marine (1814).
Louis Antoine Victor entra, comme son père dans l'administration de la marine en l'an IX en qualité d'attaché au port de Rochefort. En 1807, il quitta la Marine pour les bureaux du ministère de l'Intérieur et prit les fonctions de secrétaire général de la préfecture du département de la Creuse, que lui confia le gouvernement impérial (1er germinal an XI).
L'année suivante, il devint, le 7 février 1808, sous-préfet de Villeneuve-d'Agen. Le lendemain, il est fait maître des requêtes. Le 12 février 1810, il est nommé préfet de l'Aisne, fonctions qu'il occupait encore à l'époque de la première Restauration en 1814, et que le roi lui confirma.
Il avait été nommé chevalier de la Légion d'honneur le 30 janvier 1811 et créé baron de l'Empire le 18 mai suivant.
En 1814, en allant rejoindre l'Empereur près de Laon, il fut pris par les Russes et envoyé prisonnier en Frise. Revenu en France à la paix, il fut maintenu en fonction le 26 avril 1814 et devint maître des requêtes au Conseil d'État le 6 juillet 1814 et officier de la Légion d'honneur le 18 août suivant.
Il refusa, le 20 mars 1815, d'administrer au nom de Napoléon Ier. Sa destitution ne se fit pas attendre ; il fut remplacé, le 22 de ce même mois, par Charles Micoud d’Umons.
Éloigné des fonctions publiques pendant les Cent-Jours (1815), une ordonnance royale du 12 juillet suivant, le porta à la préfecture de l'Allier (Moulins), où tout le monde passe, et où aucun préfet ne reste stable. Le sort attaché à ce poste influa sur la nomination de Malouet : deux jours après (14 juillet) elle fut révoquée, et il fut nommé préfet du Pas-de-Calais (Arras), en remplacement de André de Biaudos, comte de Casteja. Le titre de maître des requêtes en service extraordinaire lui donné fut par ordonnance du roi du 24 août.
En 1816, il fut accusé dans plusieurs brochures d'avoir cherché à influencer les élections dans son département. Il fut aussi vivement dénoncé par les ultra-royalistes à la chambre des députés pour les instructions, dans le sens strictement constitutionnel, qu'il avait données et les démarches qu'il avait faites à cette occasion : mais la majorité lui fut favorable, et Malouet continua d'avoir la confiance du gouvernement du Roi.
Chateaubriand nous donna un extrait de cette lettre :

« Préfecture du Pas-de-Calais.
Collèges électoraux.
Arras, 27 septembre 1816.
Votre qualité d'électeur est un titre bien important dans un moment où les collèges tiennent dans leurs mains les destinées de la France.
Veuillez, Monsieur, réfléchir à l'esprit qui a dicté l'ordonnance du 5 septembre. Le roi a-t-il dissous la Chambre pour la recomposer entièrement des mêmes éléments ? Non sans doute.
Je suis autorisé à le dire, à le répéter, à l'écrire, le roi verra avec mécontentement siéger dans la nouvelle Chambre ceux des députés qui se sont signalés dans la dernière session par un attachement prononcé à la majorité opposée au gouvernement.
A votre arrivée à Arras, Monsieur, faites-moi l'honneur de venir chez moi ; moi seul puis vous faire connaître la pensée du roi, ses véritables intentions. Ne négligez pas surtout de vous rendre à un devoir aussi sacré que celui de venir voter ; le roi, la Charte, la France, le réclament.
J'ai l'honneur, [...]
Signé Malouet. »

Toujours préfet du Pas-de-Calais, il renonça, en octobre 1816, pour les besoins de l'État, à une somme de 2 972 francs qui lui était due, comme indemnité, pour avoir cessé ses fonctions pendant les Cent-Jours de 1815.
L'année 1817 s'ouvrit pour Saint-Omer, comme pour beaucoup d'autres villes septentrionales, sous de calamiteux auspices. La misère des classes pauvres fut la conséquence de la mauvaise récolte de l'année 1816. Le préfet Malouet, ayant mis sous les yeux du gouvernement le tableau de la souffrance publique, obtint de la munificence royale une somme de 50 000 francs, destinée à alléger les privations imposées aux indigents du département, par le haut prix des subsistances. La répartition de ce don procura aux pauvres de Saint-Omer une somme de 7 000 francs.
Le 15 juillet 1818, on l'envoya préfet de la Seine-Inférieure (Rouen) ; mais le 19 du même mois, il lui arriva, comme précédemment, un changement de volonté ministérielle (alors ultra-royaliste), qui lui fit traverser la France de l'ouest à l'est, et il prit place dans la préfecture du Bas-Rhin (Strasbourg). Le poste était bon, le baron Malouet s'en accommodait ; mais on trouva qu'il avait assez travaillé, et qu'il devait goûter les douceurs du repos, et, en conséquence, le 25 mars 1822, le ministère Villèle lui donna le Louis-Simon de Deschaux, marquis de Vaulchier pour successeur.
Le ministère Martignac le fit entrer à la commission du sceau de France et le promut commandeur de la Légion d'honneur. Après la révolution de Juillet, il passa à la cour des comptes (1830) et fut créé pair de France le 11 octobre 1832.
En 1826, dans le cadre de l'indemnisation des anciens propriétaires français par la République d'Haïti, et en tant qu'héritier de planteurs esclavagistes de Saint-Domingue, Louis Antoine Victor touche la somme de 82 649 Francs or, en dédommagement de la perte des plantations et esclaves appartenant à la famille, à la suite de la Révolution haïtienne,.

### Vie familiale
Fils aîné de Pierre-Victor Malouet (Riom,1740 - Paris, ✝ 1814), planteur esclavagiste à Saint-Domingue, député à l'Assemblée constituante de 1789, préfet maritime à Anvers, conseiller d'État, ministre de la Marine, et de Marie-Louise Béhotte (1747 Saint-Domingue ✝ 1783), Louis Antoine Victor épouse le 7 mars 1810 Christine de Chabanon du Maugris ( ✝ 8 novembre 1818 - Rouen). De leur union naquirent :
- Louise Victoire (1811 ✝ 1884), mariée en 1839 avec Théodore Louis Honoré Frédéric, 2e baron Millet (1809 ✝ 1870), dont une fille ;
- Victor Pierre (1812 ✝ 11 mai 1878 - Paris), Conseiller référendaire à la Cour des comptes, marié en 1843 avec Suzanne Henriette Cousin ( ✝ 8 novembre 1887 - Paris), dont :

- Pierre Henri (né le 4 juillet 1845) ;
- Henri Dominique (né le 17 mai 1847), marié avec Berthe Guilliermoz, dont :

- Henry ;
- Louis ;

- Louis Adrien Emmanuel (né en 1855) ;
- Geneviève (né en 1857), mariée le 30 novembre 1876 avec Marie Gaston Casimir Édouard Mounier, général ;

- Louis Charles Dominique (1816 ✝ 1876), employé au ministère de la Guerre.

## Fonctions
- Attaché au port de Rochefort (an IX) ;
- Secrétaire général de la préfecture du département de la Creuse (15 pluviôse an XI (4 février 1803), installé le 1er germinal an XI) ;
- Sous-préfet de Villeneuve-d'Agen (7 février 1808) ;
- Maître des requêtes au Conseil d'État (8 février 1808, à titre honoraire le 5 juillet 1814, en service extraordinaire le 24 août 1815, à titre honoraire le 26 août 1824, en service extraordinaire en 1827) ;
- Préfet de l'Aisne (12 février 1810, maintenu en fonction le 26 avril 1814 (première Restauration) et révoqué le 23 mars 1815 (Cent-Jours)) ;
- Préfet de l'Allier (12 juillet 1815, sans suite) ;
- Préfet du Pas-de-Calais (14 juillet 1815) ;
- Préfet de la Seine-Inférieure (15 juillet 1818 - 1820) ;
- Préfet du Bas-Rhin (19 juillet 1820, révoqué le 23 mars 1822) ;
- Conseiller d'État en service extraordinaire (du 12 novembre 1828 à sa mort) ;
- Membre de la commission du sceau de France (1828) ;
- Conseiller maître à la Cour des comptes (30 août 1830) ;
- Pair de France (11 octobre 1832).

## Titres
- Baron Malouet de l'Empire (18 mai 1811).

## Distinctions
- Légion d'honneur :
  - Légionnaire (30 juin 1811), puis,
  - Officier (18 août 1814), puis,
  - Commandeur de la Légion d'honneur (1er mai 1821).

## Règlement d'armoiries

Armes du baron Malouet

« D'azur à la fasce d'argent chargé de trois oiseaux de sable ; au canton des barons préfets brochant., »